# 1987年イギリスグランプリ
1987年イギリスグランプリは、1987年F1世界選手権の第7戦として、1987年7月12日にシルバーストン・サーキットで開催された。

## 概要
アメリカグランプリを終え、ヨーロッパラウンドが再開されての2戦目で、フランスグランプリの翌週に開催されたレースである。

### 予選
予選ではウィリアムズのネルソン・ピケが、地元イギリス出身でチームメイトのナイジェル・マンセルを7/100秒抑えてポールポジションを獲得した。リジェのピエルカルロ・ギンザーニは、金曜日に燃料切れでコース上にストップした際、メカニックがコース上で給油して再出走したために失格となり、更に罰金2000米ドルが課された。

### 決勝

#### マンセル逆転優勝
決勝は、他のチームのマシンを全く寄せ付けずウィリアムズの2台で優勝争いが行われた。ピケは序盤からレースをリードし、タイヤを労わりピットインをせずに最後まで走り切る戦略を取った。これは当時としては珍しい戦略であった。それに対し2位を走行するマンセルは35周目にピットインし、タイヤを交換した。
マンセルのピットインで2台の差は30秒まで広がったが、マンセルは毎周1秒以上のペースでピケとの差を縮め、残り3周のストウ・コーナーで、マンセルはアウト側にマシンを振ってから急激にピケのインを突いて抜き去ることに成功し、逆転優勝を飾った。

#### ホンダ勢1-4位独占
レースはウィリアムズの2台が後続を引き離し、その背後にロータスのセナとマクラーレンのプロストが続いた。レースの半分を過ぎるとセナがプロストの前に出て、ホンダエンジン搭載車が1位から3位までを占めた。その背後にはプロストとフェラーリのアルボレート、スタートで順位を上げてフェラーリのベルガーとマクラーレンのヨハンソンを従えて走っていたロータスの中嶋の順で続いた。
上位陣はレース終盤までこの順位で進行したが、アルボレートとプロストが相次いでトラブルに見舞われると、6位を走行していた中嶋が4位に繰り上がり、ついにホンダエンジン搭載車の全4台が先頭から4位までを独占し、この4台はゴールまで走りきった。レース終盤には、競り合うウィリアムズの2台が3位のセナを周回遅れにし、ほぼ同時に中嶋を2周遅れにした。
ゴール後、中嶋が2周遅れになったことについて、ホンダ総監督の桜井淑敏はフジテレビのインタビューの中で「燃料切れを避けるためにペースを落とした結果」だと述べた。元々このレースで中嶋は「レース前半（30周目前後まで）は燃費を気にせずに突っ走る」作戦をとったため、レース中盤で既に「トップに2周遅れにされないと完走できない」ことが判明していた。中嶋は、自身のベストラップを63周中の61周目に記録しており、全出走車中で最もゴールに近いタイミングで自己ベストタイムを記録したドライバーだったが、これは58周目にトップから2周遅れにされて燃費の心配がなくなった中嶋が、ターボエンジンの過給圧を元に戻したことも関係している。
全13台がマシントラブルでリタイアし、完走は9台だった。また、この1987年にホンダ以外のエンジンでF1勝利を記録したチーム（フェラーリとマクラーレン）の全4台もリタイアした。

## 結果

### 予選
| 順位 | No | ドライバー                 | コンストラクタ                 | 1回目    | 2回目    |
| ---- | -- | -------------------------- | ------------------------------ | -------- | -------- |
| 1    | 6  | ネルソン・ピケ             | ウィリアムズ・ホンダ           | 1'07.596 | 1'07.110 |
| 2    | 5  | ナイジェル・マンセル       | ウィリアムズ・ホンダ           | 1'07.725 | 1'07.180 |
| 3    | 12 | アイルトン・セナ           | ロータス・ホンダ               | 1'09.255 | 1'08.181 |
| 4    | 1  | アラン・プロスト           | マクラーレン・TAG              | 1'08.577 | 1'09.492 |
| 5    | 20 | ティエリー・ブーツェン     | ベネトン・フォード             | 1'09.724 | 1'08.972 |
| 6    | 19 | テオ・ファビ               | ベネトン・フォード             | 1'10.264 | 1'09.246 |
| 7    | 27 | ミケーレ・アルボレート     | フェラーリ                     | 1'10.441 | 1'09.274 |
| 8    | 28 | ゲルハルト・ベルガー       | フェラーリ                     | 1'10.328 | 1'09.408 |
| 9    | 8  | アンドレア・デ・チェザリス | ブラバム・BMW                  | 1'10.787 | 1'09.475 |
| 10   | 2  | ステファン・ヨハンソン     | マクラーレン・TAG              | 1'10.242 | 1'09.541 |
| 11   | 7  | リカルド・パトレーゼ       | ブラバム・BMW                  | 1'10.012 | 1'10.020 |
| 12   | 11 | 中嶋悟                     | ロータス・ホンダ               | 1'10.619 | 1'10.998 |
| 13   | 17 | デレック・ワーウィック     | アロウズ・メガトロン           | 1'10.654 | 1'10.781 |
| 14   | 18 | エディ・チーバー           | アロウズ・メガトロン           | 1'11.053 | 1'11.310 |
| 15   | 24 | アレッサンドロ・ナニーニ   | ミナルディ・モトーリ・モデルニ | 1'13.737 | 1'12.293 |
| 16   | 25 | ルネ・アルヌー             | リジェ・メガトロン             | 1'12.503 | 1'12.402 |
| 17   | 9  | マーティン・ブランドル     | ザクスピード                   | 1'12.852 | 1'12.632 |
| 18   | 10 | クリスチャン・ダナー       | ザクスピード                   | 1'15.833 | 1'13.337 |
| 19   | 23 | エイドリアン・カンポス     | ミナルディ・モトーリ・モデルニ | 1'15.719 | 1'13.793 |
| 20   | 21 | アレックス・カフィ         | オゼッラ・アルファロメオ       | 1'18.495 | 1'15.558 |
| 21   | 30 | フィリップ・アリオー       | ローラ・フォード               | 1'16.770 | 1'15.868 |
| 22   | 4  | フィリップ・ストレイフ     | ティレル・フォード             | 1'17.208 | 1'16.524 |
| 23   | 3  | ジョナサン・パーマー       | ティレル・フォード             | 1'16.644 | 1'17.105 |
| 24   | 16 | イヴァン・カペリ           | マーチ・フォード               | 1'17.122 | 1'16.692 |
| 25   | 14 | パスカル・ファブル         | AGS・フォード                  | 1'19.163 | 1'18.237 |
| 失格 | 26 | ピエルカルロ・ギンザーニ   | リジェ・メガトロン             | -        | -        |

### 決勝
| 順位     | No | ドライバー                 | コンストラクタ                 | 周回 | タイム/リタイヤ | グリッド | ポイント |
| -------- | -- | -------------------------- | ------------------------------ | ---- | --------------- | -------- | -------- |
| 1        | 5  | ナイジェル・マンセル       | ウィリアムズ・ホンダ           | 65   | 1:19'11.780     | 2        | 9        |
| 2        | 6  | ネルソン・ピケ             | ウィリアムズ・ホンダ           | 65   | + 1.918         | 1        | 6        |
| 3        | 12 | アイルトン・セナ           | ロータス・ホンダ               | 64   | +1 Lap          | 3        | 4        |
| 4        | 11 | 中嶋悟                     | ロータス・ホンダ               | 63   | +2 Laps         | 12       | 3        |
| 5        | 17 | デレック・ワーウィック     | アロウズ・メガトロン           | 63   | +2 Laps         | 13       | 2        |
| 6        | 19 | テオ・ファビ               | ベネトン・フォード             | 63   | +2 Laps         | 6        | 1        |
| 7        | 20 | ティエリー・ブーツェン     | ベネトン・フォード             | 62   | +3 Laps         | 5        |          |
| 8        | 3  | ジョナサン・パーマー       | ティレル・フォード             | 60   | +5 Laps         | 23       |          |
| 9        | 14 | パスカル・ファブル         | AGS・フォード                  | 59   | +6 Laps         | 25       |          |
| リタイヤ | 4  | フィリップ・ストレイフ     | ティレル・フォード             | 57   | エンジン        | 22       |          |
| NC       | 9  | マーティン・ブランドル     | ザクスピード                   | 54   | 規定周回数不足  | 17       |          |
| リタイヤ | 1  | アラン・プロスト           | マクラーレン・TAG              | 53   | エンジン        | 4        |          |
| リタイヤ | 27 | ミケーレ・アルボレート     | フェラーリ                     | 52   | サスペンション  | 7        |          |
| リタイヤ | 18 | エディ・チーバー           | アロウズ・メガトロン           | 45   | エンジン        | 14       |          |
| リタイヤ | 23 | エイドリアン・カンポス     | ミナルディ・モトーリ・モデルニ | 34   | 燃料システム    | 19       |          |
| リタイヤ | 21 | アレックス・カフィ         | オゼッラ・アルファロメオ       | 32   | エンジン        | 20       |          |
| リタイヤ | 10 | クリスチャン・ダナー       | ザクスピード                   | 32   | ギアボックス    | 18       |          |
| リタイヤ | 7  | リカルド・パトレーゼ       | ブラバム・BMW                  | 28   | ターボ          | 11       |          |
| リタイヤ | 2  | ステファン・ヨハンソン     | マクラーレン・TAG              | 18   | エンジン        | 10       |          |
| リタイヤ | 24 | アレッサンドロ・ナニーニ   | ミナルディ・モトーリ・モデルニ | 10   | エンジン        | 15       |          |
| リタイヤ | 8  | アンドレア・デ・チェザリス | ブラバム・BMW                  | 8    | ターボ          | 9        |          |
| リタイヤ | 28 | ゲルハルト・ベルガー       | フェラーリ                     | 7    | アクシデント    | 8        |          |
| リタイヤ | 30 | フィリップ・アリオー       | ローラ・フォード               | 7    | ギアボックス    | 21       |          |
| リタイヤ | 25 | ルネ・アルヌー             | リジェ・メガトロン             | 3    | アクシデント    | 16       |          |
| リタイヤ | 16 | イヴァン・カペリ           | マーチ・フォード               | 3    | アクシデント    | 24       |          |
| 失格     | 26 | ピエルカルロ・ギンザーニ   | リジェ・メガトロン             | 0    | 除外            | -        |          |

- 予選、決勝順位は、“The Official Formula 1 website”. 2008年6月2日閲覧。およびF1イヤーブック[6]より。